# Kim Bom
Kim Bom (koreaiul: 김범, születési nevén:Kim Szangbom; Szöul, Dél-Korea, 1989. július 7.–) dél-koreai színész és modell. 
Legismertebb szerepei Szo Jidzsong a Szépek és gazdagok című sorozatban és a félvér kumiho I Rang  a Kumihodjon (Tale of the Nine Tailed) című sorozatban és annak folytatásában, a Tale of the Nine Tailed 1938-ban.

## Filmográfia

### Filmjei
| Bemutató | Cím                                  | Szerep                         |
| -------- | ------------------------------------ | ------------------------------ |
| 2007     | Hellcats                             | I Hodzse                       |
| 2008     | Death Bell                           | Kang Hjon                      |
| 2009     | Flight (más néven Fly High)          | Szibom                         |
| 2013     | Detective Dee the Prequel            | N/A                            |
| 2013     | Psychometry                          | Dzsun, a rejtélyes fiatalember |
| 2015     | Lovers and Movies                    | Lin Dzsun                      |
| 2015     | The Beloved                          | Csiang Szu-jing                |
| 2018     | Csoszoni nyomozó: Az élőholtak titka | Cheon-moo                      |

### Sorozatok
| Bemutató | Cím                                              | Szerep                |
| -------- | ------------------------------------------------ | --------------------- |
| 2006     | Rude Women                                       | Csong Hjondzson       |
| 2006     | Unstoppable High Kick                            | Kim Bom               |
| 2008     | East of Eden                                     | I Dongcshol (15 éves) |
| 2009     | Szépek és gazdagok                               | Szo Jidzsong          |
| 2009     | Dream                                            | I Dzsangszok          |
| 2009     | High Kick Through the Roof                       | Csaok unokaöccse      |
| 2010     | The Woman Who Still Wants To Marry               | Ha Mindzse            |
| 2010     | Haru: An Unforgettable Day in Korea              | fényképész            |
| 2011     | Padam Padam: The Sound of His and Her Heartbeats | I Szuguk              |
| 2012     | High Kick 3                                      | N/A                   |
| 2013     | That Winter, The Wind Blows                      | Pak Csinszong         |
| 2013     | Goddess of Fire                                  | Kim Thedo             |
| 2014     | The Micro Era of Love (微时代之恋)               |                       |
| 2015     | Hidden Identity                                  | Csha Gonu             |
| 2016     | Mrs. Cop                                         | I Rodzsun             |
| 2020     | Kumihodjon (Tale of the Nine Tailed)             | I Rang                |
| 2021     | Law School                                       | Han Joon Hwi          |
| 2022     | Ghost Doctor                                     | Go Seung-Ta           |
| 2023     | Tale of the Nine Tailed 1938                     | I Rang                |
| 2024     | Weding Impaseobeul                               | (cameoszerep)         |

## Diszkográfia
| Év   | Cím                             | Részletek                                              |
| ---- | ------------------------------- | ------------------------------------------------------ |
| 2009 | Eve no Sora / Ima Ai ni Ikimasu | *Megjelenés dátuma: december 16. *Nyelv: japán, koreai |
| 2012 | Home Town                       | *Megjelenés dátuma: június 20. *Nyelv: japán, koreai   |

## Díjak
- 2008 Koreai Dráma Fesztivál: Netizen Popularity Award
- 2009 Andre Kim 's Atelier: Férfi Csillagok Díj[2]
- 2009 SBS Drama Awards: New Star Award (Dream)
- 2010 Barbie & Ken Awards 2010: a koreai Ken[3]